# Parafia Matki Bożej Różańcowej w Miastkowie
Parafia pw. Matki Bożej Różańcowej w Miastkowie – rzymskokatolicka parafia należąca do dekanatu Łomża - św. Brunona, diecezji łomżyńskiej, metropolii białostockiej. Parafię prowadzą księża diecezjalni.

## Zasięg parafii
Do parafii należą wierni z następujących miejscowości: Miastkowo, Bartkowizna, Czartoria, Drogoszewo, Gałkówka, Kaliszki, Korytki, Kuleszka, Łubia, Łuby-Kiertany, Łuby-Kurki, Nowosiedliny, Orło, Osetno, Podosie, Rybaki, Rydzewo, Rydzewo-Gozdy, Sosnowiec, Tarnowo i Zaruzie.

## Historia
Parafia została erygowana w 1451 roku. 
Kościół parafialny
Kościoły filialne i kaplice
Kaplica w remizie strażackiej w Rydzewie - pobłogosławiona dnia 20 lipca 2000 r.